# Adjé Silas Metch
Adjé Silas Metch  est une personnalité politique ivoirienne. Il est l'actuel ministre délégué ivoirien auprès du premier ministre, ministre des sports et du cadre de vie dans le gouvernement Beugré Mambé chargé des sports et du cadre de vie.

## Biographie
Adjé Silas Metch est diplômé d'une licence en droit public de l'université de Cocody (ancien nom de l'université Félix-Houphouët-Boigny). Il a été député suppléant de Dabou. Il a été secrétaire général fondateur du syndicat des enseignants du secondaire (Sydes), créé dans les années 1990. En avril 2019, il a occupé le poste de sous directeur de veille et de crises au ministère des affaires étrangères de la République de Côte d'Ivoire. En mars 2020, il a exercé en tant que directeur des enjeux globaux au même ministère. Au poste d'ambassadeur extraordinaire et plénipotentiaire de la République de Côte d'Ivoire en république démocratique du Congo, il est nommé le 17 octobre 2023, ministre délégué auprès du premier ministre, ministre des sports et du cadre de vie dans le gouvernement Beugré Mambé, avec la responsabilité des sports et du cadre de vie,. Adjé Silas succède à Danho Paulin Claude, ancien ministre des sports.